# Microphor yakimemsis
Microphor yakimemsis är en tvåvingeart som först beskrevs av Axel Leonard Melander 1927.  Microphor yakimemsis ingår i släktet Microphor och familjen styltflugor.
Artens utbredningsområde är Alberta. Inga underarter finns listade i Catalogue of Life.